# Linea 1 (metropolitana di Lima)
La linea 1 è la prima linea della metropolitana di Lima che collega la capitale peruviana da sud a nord-est con capolinea a Bayóvar a nord e a Villa El Salvador a sud. Dispone complessivamente di 26 stazioni lungo 34,6 km di binari.
Incrocia la linea 2 nella stazione di 28 de Julio.
Collega undici distretti su un percorso a livello di superficie nella zona sud (6 stazioni) e su un viadotto sopraelevato (20 stazioni) nella zona centro-est e nord-est della città. Il suo percorso completo tra le stazioni terminali Villa El Salvador e Bayóvar è stimato in 54 minuti di viaggio.
La linea ha avuto due aperture al servizio del pubblico all'interno dell'intero percorso. La prima tratta, che collega il distretto di Villa El Salvador a Lima, è stata aperta nel luglio del 2011. La seconda parte, invece, è stata aperta nel maggio del 2014 incorporando i distretti di El Agustino e San Juan de Lurigancho con il resto della linea.
Nel corso della sua storia ha ottenuto tre grandi riconoscimenti: possiede il ponte più grande dell'America Latina, la linea metropolitana più grande d'America e il viadotto sopraelevato della metropolitana più lungo del mondo sino all'inaugurazione della linea 1 della metropolitana di Wuhan.

## Storia

### Inizio
La storia della linea 1, essendo la prima, è allo stesso tempo la storia della metropolitana di Lima come sistema. Inizia nel 1986 quando il governo peruviano convocò una gara pubblica per l'attuazione di questo sistema, venendo vinto dal Consorzio Tralima, di capitali italiani. Il consorzio ha avviato rapidamente i lavori di costruzione delle infrastrutture per un viadotto sopraelevato. Il 17 ottobre del 1986 fu posta la "prima pietra" in quella che oggi è la stazione Cabitos, essendo stata la principale promessa fatta dal neoeletto sindaco di Lima e militante dell'allora partito di governo, Jorge del Castillo.
Successivamente è stata avviata la costruzione di un cortile officina di 120.000 m² nel distretto di Villa El Salvador, a sud della città, destinato al parcheggio dei treni e alla loro manutenzione preventiva. La costruzione è progredita relativamente rapidamente per un paio di anni, ma quando la costruzione è arrivata nel distretto di San Juan de Miraflores (in particolare alla stazione Atocongo) il paese si trovava in una profonda crisi economica e sociale, il che ha portato al blocco dei lavori, dopo un investimento di 226 milioni di dollari in co-finanziamento con il governo italiano.
In questo modo, il primo tratto della linea 1 rimase incompleto. Inoltre, a causa della trasparenza nella gestione di altri fattori delle risorse economiche, come l'inflazione e il terrorismo, si è lasciata l'opera paralizzata, anche se la sua estensione completa avrebbe dovuto disporre di 20,8 km, come stabilito nell'Atto d'Intesa sottoscritto l'8 agosto del 1988.
Per questo motivo, la linea 1 fu considerata un'opera incompiuta con un'estensione di 9,2 km con 7 stazioni e fu inaugurata il 28 aprile del 1990 come "tratto sperimentale", durante la fine del primo governo di Alan García. Tuttavia, questo sistema non ha mai avviato operazioni commerciali perché non raggiungeva le zone centrali e ad alta domanda della città, rimanendo di fatto un'opera inutilizzabile nella pratica.
Dopo quasi vent'anni di stasi, nel 2009, il ministero dei trasporti e delle comunicazioni ha ripreso il progetto per completare il primo tratto e prolungare il suo percorso fino al centro della capitale.

### Prima tratta
Il consorzio ferroviario elettrico di Lima ha rilevato la costruzione dell'infrastruttura mancante della linea 1 a partire dal 2 marzo del 2010. Una volta completata l'opera, è stata inaugurata l'11 luglio del 2011 dall'allora presidente Alan García Pérez.
La linea 1 ha iniziato la pre-operazione il 3 gennaio del 2012 e la sua attività commerciale è iniziata il 5 aprile dello stesso anno, dopo un periodo di prova di circa tre mesi. Si stima che la presenza nella prima tratta fosse di 140 mila utenti al giorno.

### Seconda tratta
L'ex presidente Alan García, prima di concludere il suo periodo governativo nel luglio del 2011, ha annunciato l'inizio degli studi per la continuazione della linea 1 fino alla stazione Bayóvar nel distretto di San Juan de Lurigancho.
La costruzione del secondo tratto della linea 1 è iniziata il 10 aprile del 2012 a San Juan de Lurigancho. Il progetto prevedeva due ponti di 240 metri di lunghezza ciascuno che attraversano il fiume Rímac, nonché 12,4 chilometri di viadotto sopraelevato. Con il completamento del secondo tratto, avvenuto il 12 maggio del 2014, la linea 1 è diventata una linea metropolitana sopraelevata con un'estensione di 34,6 km e 26 stazioni.
Infine, il 25 luglio del 2014 e dopo circa tre mesi di prove a vuoto, sono iniziate le operazioni commerciali con il pubblico sull'intera linea 1.

### Miglioramenti nel servizio
Alla fine del 2015 è stata registrata una presenza di circa 320.000 passeggeri al giorno, che rappresenta una cifra stimata per l'anno 2035. Vennero successivamente aggiunti 20 nuovi treni e 39 carrozze sciolte al fine di aumentare da 5 a 6 il numero di vetture dei 39 treni, oltre alla costruzione di nuove entrate nelle stazioni più trafficate e nel sistema in generale. Nel dicembre del 2019 è stato raggiunto il record di 692.000 passeggeri trasportati in un giorno.

### Progetti futuri

#### Futura stazione 28 de Julio
La linea 1 avrà una nuova stazione, nel distretto di La Victoria, che funge da punto di intersezione con una delle stazioni sotterranee della linea 2.

#### Estensione verso sud
Poiché i distretti situati a sud di Villa El Salvador non hanno una copertura attuale e la stazione finale di Villa El Salvador mostra un'elevata congestione degli utenti, l'Autorità autonoma del treno elettrico ha presentato il progetto di ampliamento della linea 1, seguendo il suo percorso verso sud, con due nuove stazioni: Mariátegui e Pachacamac. Queste permetteranno di decongestionare l'attuale stazione di Villa El Salvador.

## Stazioni
| Stazione e fermate |
| ------------------ |
| Villa El Salvador  |
| Parque Industrial  |
| Pumacahua          |
| Villa María        |
| María Auxiliadora  |
| San Juan           |
| Atocongo           |
| Jorge Chávez       |
| Ayacucho           |
| Cabitos            |
| Angamos            |
| San Borja Sur      |
| La Cultura         |
| Nicolás Arriola    |
| Gamarra            |
| 28 de julio        |
| Miguel Grau        |
| El Ángel           |
| Presbítero Maestro |
| Caja de Agua       |
| Pirámide del Sol   |
| Los Jardines       |
| Los Postes         |
| San Carlos         |
| San Martín         |
| Santa Rosa         |
| Bayóvar            |

## Arte e cultura
L'arte e la cultura nella metropolitana di Lima hanno iniziato a manifestarsi a metà del 2012 attraverso il progetto Arte Vecinal, iniziativa promossa in coordinamento con il ministero della cultura dal consorzio di Linea 1 come parte della responsabilità sociale dell'azienda. Questa iniziativa promuove l'arte e la cultura in alcune stazioni più frequentate della Linea 1 come concerti, manifestazioni artistiche, mostre di eventi importanti e opere teatrali.
Inoltre, dal 2014, ci sono diverse espressioni artistiche nelle mura dove transitano i treni della Linea 1 e anche nei pilastri e nelle stazioni della metropolitana nel distretto di San Juan de Lurigancho.